# Unità di misura dell'Impero Russo

Misure del Sistema Imperiale Russo basate su parti del corpo.

Le tradizionali unità di misura imperiali russe furono standardizzate e utilizzate nella Russia imperiale e dopo la rivoluzione russa, ma furono abbandonate dopo il 21 luglio 1925, quando l'Unione Sovietica adottò ufficialmente il sistema metrico, retro decisione del Consiglio dei commissari del popolo.
Il sistema tartaro era molto simile a quello russo, ma alcuni nomi delle unità di misura erano diversi. Anche il sistema polacco era molto somigliante a quello imperiale russo.
Il sistema esisteva fin dai tempi della Rus' di Kiev, ma sotto Pietro il Grande le unità russe furono ridefinite rispetto al sistema imperiale britannico. Fino a Pietro il Grande il sistema utilizzava anche numeri cirillici e solo nel XVIII secolo Pietro il Grande li sostituì con i numeri arabi .

## Lunghezze
L'unità di base era l'auna russa, chiamato arshin, entrato in uso nel XVI secolo. Fu standardizzato da Pietro il Grande nel XVIII secolo per misurare esattamente ventotto pollici inglesi ( 71,12 cm). Di conseguenza, 80 vershok = 20 piad = 5 arshin = 140 pollici inglesi ( 355,60 cm).
Una pyad' ( пядь, "palma", "cinque") o chetvert (  , "quarto") è la spanna della mano, o più esattamente la distanza massima raggiungibile tra le estremità del pollice e dell'indice.
| Unità           | Unità            | Unità                                                                       | Sistema metrico | Sistema imperiale britannico     |
| russo           | russo            | Traduzione                                                                  | Sistema metrico | Sistema imperiale britannico     |
| cirillico       | Traslitterazione | Traduzione                                                                  | Sistema metrico | Sistema imperiale britannico     |
| --------------- | ---------------- | --------------------------------------------------------------------------- | --------------- | -------------------------------- |
| то́чка           | tochka           | punto                                                                       | 0,254 mm        |                                  |
| ли́ния           | liniya           | linea                                                                       | 2.54 mm         | ; cfr. linea                     |
| дюйм (perfetto) | dyuym            | pollice (inch)                                                              | 2.54 cm         | 1 pollice                        |
| вершо́к          | vershok          | pollice (~9/5 di inch)                                                      | 4.445 cm        | pollici; cfr. Unità rack da 19". |
| ладонь          | ladon            | lett. braccio                                                               | 7.62 cm         | 3 in ; cfr. palma                |
| пядь, че́тверть  | pyad, chetvert   | lett. quarto                                                                | 17.78 cm        | 7 pollici; cfr. arco             |
| фут             | fut              | piede                                                                       | 30.48 cm        | 1 piedi                          |
| локоть          | lokot            | gomito                                                                      | 45.72 cm        | ; cfr. cubito / auna             |
| шаг             | shag             | passo                                                                       | 71.12 cm        |                                  |
| арши́н           | arshin           | iarda britannica                                                            | 71.12 cm        | piedi                            |
| саже́нь, са́жень  | sazhen'          | generalmente tradotto come braccio (è simile al fathom imperiale britannico | 2.1336 m        | 7 piedi                          |
| верста́          | versta           | giro (di un aratro )                                                        | 1.0668 km       | 3.500 piedi                      |
| ми́ля            | milya            | miglio                                                                      | 7.4676 km       | 24.500 piedi                     |

Unità alternative:
- Sazhen' minore ( маховая сажень, malovaya sazhen', distanza tra le punte delle braccia tese lateralmente) = 1,76 m
- Sazhen' tagliato ( косая сажень , kosaya sazhen' , distanza tra la punta di un braccio alzato (circa 35°- 40°) e la punta della gamba opposta leggermente spostata) = 2,4892 m, poiché 1 sazhen' tagliato è pari a 3,5 Arshin che equivalgono a 98 pollici
- Doppia versta o versta di confine, ( межевая верста , mezhevaya versta ), utilizzato per misurare i terreni e le distanze tra gli insediamenti = 2 verste (deriva da uno standard più vecchio per versta)

## Area
- Desyatina ( десяти́на , "un decimo" o "dieci"), circa un ettaro. Esistevano due tipi di desyatina: quello ufficiale ( казённая десяти́на , kazyonnaya desyatina ) era uguale a 10.925,4 m 2 = 117.600 piedi quadrati = 2,7 acri = 2.400 sazhen quadrati
- Sokha ( соха, "grande aratro"). Varie dimensioni, a seconda dell'ambito d'uso, erano usate sotto questo nome.

## Volume
Come in molti antichi sistemi di misurazione, il russo distingue tra misurazioni di capacità a secco e liquide. Bisogna però tenere presente che il chetvert appare in entrambi gli elenchi con valori molto diversi.

### Misure solide
| Unità     | russo    | Traduzione | Rapporto | Valore metrico | Valore imperiale britannico |
| --------- | -------- | ---------- | -------- | -------------- | --------------------------- |
| chast     | часть    | parte      |          | 109.33 ml      | 4.380 once fluide           |
| kruzhka   | кру́жка   | tazza      |          | 1.312 litri    | 2.309 pinte                 |
| garnets   | га́рнец   | pentola    | 1        | 3.279842 L     | 5.772 pinte                 |
| vedrò     | ведро́    | secchio    | 4        | 13,12 l        | 2.886 galloni               |
| chetverik | четвери́к | quarto     | 8        | 26.239 l       | 2.886 beccate               |
| osmina    | осьми́на  | ottavo     | 32       | 104.955 litri  | 2.886 bushel                |
| chetvert  | че́тверть | quarto     | 64       | 209,91 l       | 5.772 bushel                |

### Misure liquide
| Unità                | russo                     | Traduzione           | Valore metrico | valore imperiale britannico |
| -------------------- | ------------------------- | -------------------- | -------------- | --------------------------- |
| shkalik              | шка́лик                    | misura               | 61,5 ml        | 2,16 once fluide            |
| kosushka             | косу́шка                   | cicchetto            | 61,5 ml        | 2,16 once fluide            |
| charka               | ча́рка                     | bicchiere di vino    | 123 ml         | 4,33 once fluide            |
| butilka (vodochnaya) | буты́лка ( во́дочная)       | bottiglia (di vodka) | 615 ml         | 1,08 pinte                  |
| butilka (vinnaya)    | буты́лка ( ви́нная</link> ) | bottiglia (vino)     | 768,7 ml       | 1,35 pinte                  |
| Kruzhka              | кру́жка                    | tazza                | 1,23 l         | 2,16 pinte                  |
| shtof                | штоф                      | caraffa              | 1,23 l         | 2,16 pinte                  |
| chetvert             | че́тверть                  | quarto               | 1.537 litri    | 2,70 pinte                  |
| vetro                | ведро́                     | secchio              | 12.29941L      | 2,71 galloni                |
| bochka               | бо́чка                     | botte                | 491,98 l       | 108,22 galloni              |

## Peso/massa
Erano in uso due sistemi di peso, uno ordinario di uso comune e un sistema speziale - farmaceutico .

### Sistema ordinario
| Unità     | russo    | Traduzione     | Valore metrico | Valore avourdpois           |
| --------- | -------- | -------------- | -------------- | --------------------------- |
| dolya     | до́ля     | parte          | 44.435 mg      | 0,686 gr                    |
| zolotnik  | золотни́к | "quello d'oro" | 4,26580 g      | 65,831 g (0,152 once )      |
| lot       | лот      | quantità       | 12,7974 g      | 0,451 once                  |
| funt      | фунт     | libbra         | 409.51718 g    | 14,445 once (0,903 libbre ) |
| pud       | пуд      |                | 16.3807 kg     | 36.121 libbre               |
| berkovets | берковец |                | 163.807 kg     | 361.206 libbre              |

Il pud viene menzionato per la prima volta in numerosi documenti del XII secolo. Si può ancora incontrare nei documenti riguardanti la produzione agricola (soprattutto con riferimento ai cereali), ed è stato ripreso nella determinazione dei pesi nella fusione delle campane dei campanili in seguito alla rinascita delle Chiese ortodosse nelle terre ex sovietiche. Viene inoltre usato, per esempio, per i pesi ginnici da sollevare.

### Sistema speziale - farmaceutico
I pesi dei farmacisti imperiali russi veniva definito impostando il grano ( in russo гран?) per essere esattamente sette quinti di un dolya . L'unico nome di unità condiviso tra i due era funt (sterlina), ma quello nel sistema farmaceutico è esattamente i sette ottavi del funt ordinario.
| Unità   | russo   | Traduzione | Valore metrico | Valore avourdpois       | Valore ordinario |
| ------- | ------- | ---------- | -------------- | ----------------------- | ---------------- |
| gran    | гран    | grano      | 62.210 mg      | 0,96004 gr              | 1.4 dolya        |
| scrupul | скрупул | "scrupolo" | 1,2442 gr      | 19.201 gr               | 28 dollari       |
| drakhma | драхма  | dracma     | 3,7326 gr      | 57.602 gr               | zolotnik         |
| untsiya | унция   | oncia      | 29.861 gr      | 1.0533 once o 460,82 gr | 7 zolotnik       |
| funt    | фунт    | libbra     | 358.328 gr     | 12.640 once o 5529,8 gr | 84 zolotnik      |

## Espressioni idiomatiche
Le unità di misura obsolete sono sopravvissute nella cultura russa in una serie di espressioni idiomatiche e proverbi.